# La prossima pelle
La prossima pelle (La propera pell) è un film del 2016 diretto da Isa Campo e Isaki Lacuesta.

## Trama
Dopo avere perso il figlio otto anni addietro in una strada di montagna, Ana riceve un giorno una chiamata che l'avvisa del ritrovamento del figlio scomparso che si trova ospite in un orfanotrofio del sudest della Francia. Ana, accompagnata da Enric, si reca sul luogo dove viene accolta dall'educatore Michel che le spiega che adesso il ragazzo si fa chiamare Leo, nome che gli è stato dato in quanto quando è stato ritrovato indossava una maglietta di Leo Messi, e rifiuta di essere chiamato col suo vero nome Gabriel. Michel informa Ana ed Enric anche del fatto che il giovane soffre di amnesia dissociativa e che non devono preoccuparsi per la mancanza di ricordi, i quali verranno da soli.
Ana porta quindi Leo a casa sua, in un villaggio sui Pirenei, dove ha mantenuto la stanza di Gabriel inalterata fin dalla sua scomparsa. Il giovane, che appare disorientato, cerca di ricostruire i suoi ricordi. Portato a casa dello zio Enric per conoscere il resto della famiglia, Leo incontra il cugino Joan, che non riconosce, il quale gli esprime la sua sorpresa per essere ritornato dopo i maltrattamenti subiti da bambino da parte del padre. Nel frattempo Enric si convince che Leo è in realtà un impostore che ha assunto i panni di Gabriel. Quando il ragazzo comprende che Enric e Ana sono amanti da lungo tempo ricatta l'uomo dicendogli che non rivelerà a nessuno la sua relazione a patto che la finisca di insinuare che Leo non è Gabriel.
Ana, che progetta di trasferirsi con il figlio nel sud della Spagna dove lei è originaria, ha un confronto con Leo sugli abusi subiti ammettendo tutto e rivelandogli che non voleva che quei ricordi facessero parte della sua nuova vita. Dopo essersi instaurato un ottimo rapporto fra loro, Ana e Leo decidono di lasciare il villaggio scatenando la furia di Enric. Notando delle ustioni sulla schiena, Joan riconosce che Leo altri non è che Gabriel. Rincasando Leo si imbatte in Enric che puntandogli un fucile lo porta verso la montagna ordinandogli, dopo avergli dato dei soldi, di scalarla e attraversare il confine con la Francia per non tornare mai più. Leo, spaventato, gli chiede di non ucciderlo e gli domanda perché non vuole riconoscerlo come Gabriel, ed Enric gli risponde dicendogli che Gabriel non sarebbe mai tornato in paese perché è stato lui a spingere suo padre sulla montagna causandone la morte lo stesso giorno in cui si è perso. Leo raccoglie una pietra e colpisce Enric apparentemente uccidendolo. Corre a rifugiarsi nella casa della madre e quando Ana lo abbraccia si notano sulla schiena della donna le stesse bruciature di sigaretta che sono presenti sul corpo di Leo.

## Distribuzione
Il film è stato presentato in anteprima al Festival di Malaga il 28 aprile 2016. È uscito nelle sale cinematografiche spagnole il 21 ottobre 2016.

## Accoglienza
Jonathan Holland dell'Hollywood Reporter definisce il film come una dinamica combinazione accessibile di elementi domestici e thriller che provocano il cuore e la testa in ugual misura. Loda inoltre la recitazione, mettendo in risalto l'interpretazione di Àlex Monner ed Emma Suárez.
Secondo Guy Lodge di Variety, il tema della vera identità del protagonista ricorda il film L'impostore - The Imposter, diretto da Bart Layton nel 2012, con un tono però maggiormente melodrammatico. Leo e Ana cercando entrambi conforto l'uno nell'altro, indipendentemente dall'esistenza di un effettivo legame di sangue. Per il critico l'interpretazione di Emma Suárez è la risorsa emotiva più importante del film.

## Riconoscimenti
- 2016 - Festival del cinema spagnolo di Malaga
  - Migliore regia a Isa Campo e Isaki Lacuesta
  - Migliore attrice a Emma Suárez
  - Premio speciale della giuria a Isa Campo e Isaki Lacuesta
  - Miglior montaggio a Domi Parra
  - Premio della critica a Isa Campo e Isaki Lacuesta
  - Premio della giuria giovane come Miglior film
  - Candidatura a Miglior film
- 2016 - Festival internazionale del cinema di Karlovy Vary
  - Candidatura a Miglior film
- 2016 - Toulouse Cinespaña
  - Menzione speciale ad Àlex Monner
  - Candidatura a Miglior film
- 2017 - Premio Goya
  - Migliore attrice non protagonista a Emma Suárez
- 2017 - Cinema Writers Circle Awards
  - Candidatura a Miglior attrice non protagonista a Emma Suárez
- 2017 - Sant Jordi Awards
  - Miglior film spagnolo
  - Migliore attrice in un film spagnolo a Emma Suárez
- 2017 - Premio Gaudí
  - Migliore attrice protagonista a Emma Suárez
  - Migliore sceneggiatura a Isa Campo, Isaki Lacuesta e Fran Araújo
  - Miglior film
  - Candidatura a Miglior attore non protagonista a Sergi López
  - Candidatura a Migliore attrice non protagonista a Greta Fernández
  - Candidatura a Miglior attore protagonista ad Àlex Monner
  - Candidatura a Miglior regista a Isa Campo e Isaki Lacuesta
  - Candidatura a Miglior produttore a Xavier Resina
  - Candidatura al Miglior suono a Alejandro Castillo, Amanda Villavieja e Denis Séchaud
  - Candidatura al Miglior montaggio a Domi Parra
  - Candidatura alla Migliore fotografia a Diego Dussuel
  - Candidatura alla Migliore colonna sonora a Gerard Gil
  - Candidatura al Miglior trucco e acconciatura a Miriam Blank e Laura Pellicciotta
  - Candidatura alla Migliore scenografia a Roger Bellés
- 2017 - Días de Cine Awards
  - Migliore attrice spagnola a Emma Suárez
- 2017 - Feroz Awards
  - Candidatura a Miglior attore protagonista ad Àlex Monner
- 2017 - José María Forqué Awards
  - Candidatura a Miglior attore ad Àlex Monner